# The Night Of
The Night Of es una miniserie de televisión estadounidense creada por Steven Zaillian y Richard Price, basada en la serie de televisión británica Criminal Justice (2008-2009). La miniserie fue escrita por Price y varios episodios fueron dirigidos por Zaillian, ambos además son productores ejecutivos del proyecto. The Night Of fue estrenada en Estados Unidos el 10 de julio de 2016 a través de la cadena HBO y consta de ocho episodios.

## Argumento
El abogado neoyorquino John Stone es el encargado de defender a Nasir Khan, un joven estudiante de ascendencia paquistaní acusado de asesinar una mujer en Upper West Side, en un caso complejo acompañado de matices culturales y políticos. La historia examina la investigación policial, los procedimientos legales, el sistema de justicia penal y la prisión en Rikers Island, donde los acusados esperan ser enjuiciados por crímenes graves.

## Reparto
Reparto estelar
- John Turturro como John Stone, un abogado que representa a Nasir Khan.[2]
- Riz Ahmed como Nasir "Naz" Khan, un estudiante universitario acusado de asesinato.[2]
- Bill Camp como Dennis Box, un detective que trabaja en el caso de Nasir.[2]
- Michael K. Williams como Freddy, un influyente prisionero de Rikers Island.[2]
- Jeannie Berlin como Helen Weiss, una fiscal de distrito que trabaja en el caso.[2]
- Payman Maadi como Salim Kahn, padre de Nasir.[2]
- Poorna Jagannathan como Safar Kahn, madre de Nasir.[2]
- Glenne Headly como Alison Crowe, una abogada que representa a Nasir.[2]
- Amara Karan como Chandra Kapoor, empleada de Alison.[2]
- Paul Sparks como Don Taylor, padrastro de Andrea.[4]
- Sofia Black-D'Elia como Andrea Cornish, la víctima.[4]

Reparto recurrente
- Afton Williamson como Oficial Wiggins.
- Ben Shenkman como Sargento Klein.
- Chip Zien como Dr. Katz, un fotógrafo.
- Paulo Costanzo como Ray Halle.[4]
- Glenn Fleshler como Juez Roth.
- Mohammad Bakri como Tariq, un taxista y colega de Salim.
- Nabil Elouahabi como Yusuf, un taxista y colega de Salim.
- Frank L. Ridley como Jerry.[2]
- Jeff Wincott como Detective Lucas.[2]
- J.D. Williams como Trevor Williams.[2]
- Michael Buscemi como Steve.
- Max Casella como Edgar.[4]

## Producción
El proyecto fue anunciado por primera vez en 2012 con el título Criminal Justice y James Gandolfini en el papel del abogado John Stone. En mayo de 2013, se confirmó que HBO y BBC Worldwide producirían la serie, la cual constaría de siete partes. Sin embargo, Gandolfini falleció en julio de 2013 justo antes de comenzar a filmar la serie, y un par de meses después se anunció que Robert De Niro ocuparía su rol como actor, mientras que Gandolfini permanecería como productor ejecutivo de manera póstuma. En 2014, De Niro se retiró del proyecto debido a problemas con su agenda y fue reemplazado por John Turturro, quien se unió a Riz Ahmed en el reparto. A finales de ese mismo año otros cuatro actores se sumaron al proyecto: Michael K. Williams, Amara Karan, Jeannie Berlin y Glenne Headly. Al principio, Turturro no estaba convencido de aceptar la propuesta de reemplazar a Gandolfini, pero tomó la decisión hacerlo después de ver el piloto y ser alentado por la esposa del fallecido actor. Para desarrollar su personaje, Turturro asistió a audiencias en tribunales y charlas con abogados.
La serie fue filmada enteramente en Nueva York, tanto las escenas interiores como las exteriores, en un periodo de 150 días. Se comenzó a rodar a principios de 2015 en los distritos neoyorquinos de Manhattan y Brooklyn. El reparto, encabezado por Turturro, consistió de unos 230 actores, casi todos originarios de Nueva York.
La estética urbana de la serie estuvo fuertemente influenciada por el cine neoyorquino de los años 1970. El director Steven Zaillian y el escritor Richard Price confesaron su preferencia por la «crudeza rústica» del cine de aquellos años e hicieron referencia a cintas como Serpico, The Panic in Needle Park, Midnight Cowboy y los primeros trabajos de Martin Scorsese.

## Recibimiento

### Crítica
The Night Of ha recibido críticas positivas. En Metacritic tiene un puntaje de 90/100 de críticas positivas, basado en 40 reseñas. En Rotten Tomatoes tiene una valoración positiva del 94 % con un puntaje promedio de 8,6 sobre 10, basado en 88 reseñas; el consenso de la crítica dice: "The Night Of está creada espléndidamente, exquisitamente presenta misterios que cautivarán a la audiencia y la dejará devastada".

### Premios
| Organización                                | Categoría                                                       | Nominados | Resultado | Ref.   |
| ------------------------------------------- | --------------------------------------------------------------- | --- | --------- | ------ |
| American Society of Cinematographers Awards | Mejor fotografía - Película, miniserie o piloto para televisión | Igor Martinovic por "Subtle Beast" | Ganador   | [ 19 ] |
| American Film Institute Awards 2016         | Top 10 Television Programs                                      | The Night Of | Ganadora  | [ 20 ] |
| Premios del Sindicato de Directores         | Mejor dirección - Miniserie o telefilme                         | Steven Zaillian por "The Beach" | Ganador   | [ 21 ] |
| Premios Globo de Oro de 2016                | Mejor actor de miniserie o telefilme                            | Riz Ahmed | Nominado  | [ 22 ] |
| Premios Globo de Oro de 2016                | Mejor actor de miniserie o telefilme                            | John Turturro | Nominado  | [ 22 ] |
| Premios Globo de Oro de 2016                | Mejor miniserie o telefilme                                     | The Night Of | Nominada  | [ 22 ] |
| Premios del Sindicato de Actores de 2017    | Mejor actor de televisión - Miniserie o telefilme               | Riz Ahmed | Nominado  | [ 23 ] |
| Premios del Sindicato de Actores de 2017    | Mejor actor de televisión - Miniserie o telefilme               | John Turturro | Nominado  | [ 23 ] |
| ACE Eddie Awards                            | Mejor montaje - Miniserie o telefilme                           | Jay Cassidy | Nominado  | [ 24 ] |
| Premios del Sindicato de Productores        | Mejor dirección de televisión en formato largo                  | Steven Zaillian, Richard Price, Jane Tranter, Garrett Basch, Scott Ferguson | Nominados | [ 25 ] |
| Premios Primetime Emmy de 2017              | Mejor miniserie                                                 | The Night Of | Nominada  | [ 26 ] |
| Premios Primetime Emmy de 2017              | Mejor actor - Miniserie o telefilme                             | Riz Ahmed | Ganador   | [ 26 ] |
| Premios Primetime Emmy de 2017              | Mejor actor - Miniserie o telefilme                             | John Turturro | Nominado  | [ 26 ] |
| Premios Primetime Emmy de 2017              | Mejor actor de reparto - Miniserie o telefilme                  | Bill Camp | Nominado  | [ 26 ] |
| Premios Primetime Emmy de 2017              | Mejor actor de reparto - Miniserie o telefilme                  | Michael K. Williams | Nominado  | [ 26 ] |
| Premios Primetime Emmy de 2017              | Mejor dirección - Miniserie, telefilme o especial dramático     | James Marsh (por "The Art of War") | Nominado  | [ 26 ] |
| Premios Primetime Emmy de 2017              | Mejor dirección - Miniserie, telefilme o especial dramático     | Steven Zaillian (por "The Beach") | Nominado  | [ 26 ] |
| Premios Primetime Emmy de 2017              | Mejor guion - Miniserie, telefilme o especial dramático         | Richard Price y Steven Zaillian (por "The Call of the Wild") | Nominados | [ 26 ] |
| Premios Primetime Emmy de 2017              | Mejor casting - Miniserie, telefilme o especial                 | Avy Kaufman y Sabrina Hyman | Nominadas | [ 26 ] |
| Premios Primetime Emmy de 2017              | Mejor fotografía - Miniserie o telefilme                        | Fred Elmes (por "Ordinary Death") | Nominado  | [ 26 ] |
| Premios Primetime Emmy de 2017              | Mejor edición - Miniserie o telefilme                           | Jay Cassidy y Nick Houy (for "The Beach") | Ganadores | [ 26 ] |
| Premios Primetime Emmy de 2017              | Mejor edición de sonido - Miniserie, telefilme o especial       | EquipoNicholas Renbeck, Marissa Littlefield, Steve Visscher, Ruth Hernandez, Sara Stern, Luciano Vignola, Odin Benitez, Ruy Garcia, Wyatt Sprague, Warren Shaw, Keith Huff, Roland Vajs, Heather Gross, Dan Evans Farkas, Grant Conway, Marko Costanzo (por "Subtle Beast") | Ganadores | [ 26 ] |
| Premios Primetime Emmy de 2017              | Mejor mezcla de sonido - Miniserie o telefilme                  | Nicholas Renbeck, Michael Barry, Felix Andrew, Larry Hoff (por "The Beach") | Ganadores | [ 26 ] |